# 小行星4610
小行星4610（英語：4610 Kajov）是一颗围绕太阳公转的小行星。1989年3月26日，安東寧·姆爾科斯在克列特发现了此天体。
这颗小行星的绝对星等为203.94140等。